# Campeonato Sul-Americano de Corta-Mato de 2003
O 18º Campeonato Sul-Americano de Corta-Mato de 2003 foi realizado em Assunção, no Paraguai, entre os dias 22 e 23 de fevereiro de 2003. Participaram da competição 95 atletas de oito nacionalidades. Na categoria sênior masculino Javier Alexander Guarín da Colômbia levou o ouro, e na categoria sênior feminino Susana Rebolledo do Chile levou o ouro.

## Medalhistas
Esses foram os campeões da competição.
| Evento                                  | Ouro                               | Ouro  | Prata                                   | Prata | Bronze                              | Bronze |
| --------------------------------------- | ---------------------------------- | ----- | --------------------------------------- | ----- | ----------------------------------- | ------ |
| Individual                              |                                    |       |                                         |       |                                     |        |
| Masculino sênior (12 km)                | Javier Alexander Guarín · Colômbia | 39:34 | Jonathan Monje · Chile                  | 39:55 | Roberto Echeverría · Chile          | 40:00  |
| Masculino sênior curta distância (4 km) | Clodoaldo Gomes da Silva · Brasil  | 12:12 | Fabián Romaszczuk · Argentina           | 12:19 | Jonathan Monje · Chile              | 12:22  |
| Masculino júnior (8 km)                 | José Luis Romero · Argentina       | 27:53 | Jhon Cusi Perú                          | 27:53 | Guido Benedetti · Argentina         | 28:01  |
| Masculino juvenil (4 km)                | John Tello · Colômbia              | 13:17 | Pablo Mena · Chile                      | 13:17 | Víctor Gelvez · Argentina           | 13:30  |
| Feminino sênior (8 km)                  | Susana Rebolledo · Chile           | 31:13 | Luz Silva · Chile                       | 31:25 | Érika Olivera · Chile               | 31:32  |
| Feminino sênior curta distância (4 km)  | Valeria Rodríguez · Argentina      | 14:16 | Susana Rebolledo · Chile                | 14:27 | Luz Silva · Chile                   | 14:28  |
| Feminino júnior (6 km)                  | Ruby Riativa · Colômbia            | 2:56  | Edna Kaline de Oliveira Santos · Brasil | 23:31 | María Soledad del Carlo · Argentina | 23:48  |
| Feminino juvenil (3 km)                 | Carolina González · Colômbia       | 11:36 | Rocío Cantará Perú                      | 11:39 | Beatriz Quispe · Bolívia            | 11:50  |
| Equipe                                  |                                    |       |                                         |       |                                     |        |
| Masculino sênior                        | Chile                              | 10    | Argentina                               | 21    | Paraguai                            | 33     |
| Masculino sênior curta distância        | Chile                              | 12    | Argentina                               | 17    | Paraguai                            | 30     |
| Masculino júnior                        | Argentina                          | 11    | Paraguai                                | 31    |                                     |        |
| Masculino juvenil                       | Argentina                          | 12    | Paraguai                                | 28    |                                     |        |
| Feminino sênior                         | Chile                              | 6     | Argentina                               | 18    | Paraguai                            | 30     |
| Feminino sênior curta distância         | Chile                              | 9     | Argentina                               | 14    | Paraguai                            | 31     |
| Feminino júnior                         | Argentina                          | 12    | Paraguai                                | 24    |                                     |        |
| Feminino juvenil                        | Argentina                          | 24    | Paraguai                                | 32    |                                     |        |

## Resultados da corrida

### Masculino sênior (12 km)
Individual
| Posição           | Atleta                   | Nacionalidade | Tempo |
| ----------------- | ------------------------ | ------------- | ----- |
| Medalha de ouro   | Javier Alexander Guarín  | Colômbia      | 39:34 |
| Medalha de prata  | Jonathan Monje           | Chile         | 39:55 |
| Medalha de bronze | Roberto Echeverría       | Chile         | 40:00 |
| 4                 | Rolando Pillco           | Bolívia       | 40:19 |
| 5                 | Carlos Jaramillo         | Chile         | 40:20 |
| 6                 | César Troncoso           | Argentina     | 41:09 |
| 7                 | Juan San Martín          | Argentina     | 41:29 |
| 8                 | José Luis Luna           | Argentina     | 42:35 |
| 9                 | Enício Pereira Maximiano | Brasil        | 44:09 |
| 10                | Víctor López             | Argentina     | 44:38 |
| 11                | Plinio Penzzi            | Paraguai      | 45:41 |
| 12                | Leonardo Malgor          | Argentina     | 45:47 |
| 13                | Eladio Fernández         | Paraguai      | 46:42 |
| 14                | Freddy Villamayor        | Paraguai      | 48:08 |
| —                 | Sergio López             | Chile         | DNF   |
| —                 | Óscar Fernández          | Uruguai       | DNF   |

Equipe
| Jonathan Monje     | 2     |
| Roberto Echeverría | 3     |
| Carlos Jaramillo   | 5     |
| (Sergio López)     | (DNF) |

| César Troncoso     | 6     |
| Juan San Martín    | 7     |
| José Luis Luna     | 8     |
| (Víctor López)     | (n/s) |
| (Leonardo Malgorn) | (n/s) |

| Plinio Penzzi     | 10 |
| Eladio Fernández  | 11 |
| Freddy Villamayor | 12 |

* Nota: Os atletas entre parênteses não pontuaram para o resultado da equipe.

### Masculino sênior de curta distancia (4 km)
Individual
| Posição           | Atleta                   | Nacionalidade | Tempo |
| ----------------- | ------------------------ | ------------- | ----- |
| Medalha de ouro   | Clodoaldo Gomes da Silva | Brasil        | 12:12 |
| Medalha de prata  | Fabián Romaszczuk        | Argentina     | 12:19 |
| Medalha de bronze | Jonathan Monje           | Chile         | 12:22 |
| 4                 | Roberto Echeverría       | Chile         | 12:28 |
| 5                 | Carlos Jaramillo         | Chile         | 12:33 |
| 6                 | Oscar Fernández          | Uruguai       | 12:57 |
| 7                 | Ulises Sanguinetti       | Argentina     | 12:58 |
| 8                 | Sergio López             | Chile         | 13:05 |
| 9                 | Darío Hernán Nuñez       | Argentina     | 13:08 |
| 10                | Mariano Tarilo           | Argentina     | 13:18 |
| 11                | Gustavo Romero           | Argentina     | 13:29 |
| 12                | Mariano Mastromarino     | Argentina     | 13:50 |
| 13                | Freddy Villamayor        | Paraguai      | 13:59 |
| 14                | Valentino Valdovinos     | Paraguai      | 14:15 |
| 15                | Roberto Domínguez        | Paraguai      | 14:41 |

Equipe
| Jonathan Monje     | 3     |
| Roberto Echeverría | 4     |
| Carlos Jaramillo   | 5     |
| (Sergio López)     | (n/s) |

| Fabián Romaszczuk      | 2     |
| Ulises Sanguinetti     | 7     |
| Darío Hernán Nuñez     | 8     |
| (Mariano Tarilo)       | (n/s) |
| (Gustavo Romero)       | (n/s) |
| (Mariano Mastromarino) | (n/s) |

| Freddy Villamayor    | 9  |
| Valentino Valdovinos | 10 |
| Roberto Domínguez    | 11 |

* Nota: Os atletas entre parênteses não pontuaram para o resultado da equipe.

### Masculino júnior (8 km)
Individual
| Posição           | Atleta                      | Nacionalidade | Tempo |
| ----------------- | --------------------------- | ------------- | ----- |
| Medalha de ouro   | José Luis Romero            | Argentina     | 27:53 |
| Medalha de prata  | Jhon Cusi                   | Peru          | 27:53 |
| Medalha de bronze | Guido Benedetti             | Argentina     | 28:01 |
| 4                 | Diego Moreno                | Peru          | 28:17 |
| 5                 | Hugo Díaz                   | Chile         | 28:22 |
| 6                 | Jefferson Douglas de Castro | Brasil        | 28:26 |
| 7                 | Matías Carranza             | Argentina     | 29:02 |
| 8                 | José San Martín             | Argentina     | 29:04 |
| 9                 | Gustavo López               | Paraguai      | 29:06 |
| 10                | Daniel Ballen               | Colômbia      | 30:03 |
| 11                | Walter Viera                | Uruguai       | 30:05 |
| 12                | Valentino Valdovinos        | Paraguai      | 31:02 |
| 13                | Roberto Domínguez           | Paraguai      | 32:00 |
| —                 | Santiago Figueroa           | Argentina     | DNF   |

Equipe
| José Luis Romero    | 1     |
| Guido Benedetti     | 3     |
| Matías Carranza     | 7     |
| (José San Martín)   | (n/s) |
| (Santiago Figueroa) | (DNF) |

| Gustavo López        | 8  |
| Valentino Valdovinos | 11 |
| Roberto Domínguez    | 12 |

* Nota: Os atletas entre parênteses não pontuaram para o resultado da equipe.

### Masculino juvenil (4 km)
Individual
| Posição           | Atleta             | Nacionalidade | Tempo |
| ----------------- | ------------------ | ------------- | ----- |
| Medalha de ouro   | John Tello         | Colômbia      | 13:17 |
| Medalha de prata  | Pablo Mena         | Chile         | 13:17 |
| Medalha de bronze | Víctor Gelvez      | Argentina     | 13:30 |
| 4                 | Diego Maurelli     | Argentina     | 13:32 |
| 5                 | Luis Chaparro      | Argentina     | 13:33 |
| 6                 | Rodrigo Trinidad   | Paraguai      | 13:41 |
| 7                 | Andrés Silva       | Uruguai       | 13:44 |
| 8                 | Agustín Bernardaz  | Argentina     | 13:45 |
| 9                 | Freddy Espinosa    | Colômbia      | 14:03 |
| 10                | Sidnei da Cunha    | Brasil        | 14:43 |
| 11                | Carlos López       | Paraguai      | 15:08 |
| 12                | Jonathan Velásquez | Paraguai      | 15:14 |

Equipe
| Víctor Gelvez       | 3     |
| Diego Maurelli      | 4     |
| Luis Chaparro       | 5     |
| (Agustín Bernardaz) | (n/s) |

| Rodrigo Trinidad   | 6  |
| Carlos López       | 10 |
| Jonathan Velásquez | 11 |

* Nota: Os atletas entre parênteses não pontuaram para o resultado da equipe.

### Feminino sênior (8 km)
Individual
| Posição           | Atleta                 | Nacionalidade | Tempo |
| ----------------- | ---------------------- | ------------- | ----- |
| Medalha de ouro   | Susana Rebolledo       | Chile         | 31:13 |
| Medalha de prata  | Luz Silva              | Chile         | 31:25 |
| Medalha de bronze | Érika Olivera          | Chile         | 31:32 |
| 4                 | Yolanda Fernández      | Colômbia      | 31:54 |
| 5                 | Jimena Labraña         | Chile         | 32:20 |
| 6                 | Carina Allay           | Argentina     | 32:56 |
| 7                 | Noemí Garay            | Argentina     | 33:24 |
| 8                 | Mercedes Romero        | Argentina     | 33:35 |
| 9                 | Marcela Greco          | Argentina     | 33:50 |
| 10                | María Clara Serino     | Argentina     | 33:59 |
| 11                | Ninfa Chávez           | Paraguai      | 34:38 |
| 12                | Silvia Amodio          | Uruguai       | 35:09 |
| 13                | Edith Benítez          | Paraguai      | 36:26 |
| 14                | Erica da Silva Camargo | Brasil        | 37:22 |
| 15                | Rossana Coronel        | Paraguai      | 39:16 |
| —                 | Susy Acosta            | Paraguai      | DNF   |

Equipe
| Susana Rebolledo | 1     |
| Luz Silva        | 2     |
| Érika Olivera    | 3     |
| (Jimena Labraña) | (n/s) |

| Carina Allay         | 5     |
| Noemí Garay          | 6     |
| Mercedes Romero      | 7     |
| (Marcela Greco)      | (n/s) |
| (María Clara Serino) | (n/s) |

| Ninfa Chávez    | 8     |
| Edith Benítez   | 10    |
| Rossana Coronel | 12    |
| (Susy Acosta)   | (DNF) |

* Nota: Os atletas entre parênteses não pontuaram para o resultado da equipe.

### Feminino sênior de curta distância (4 km)
Individual
| Posição           | Atleta                       | Nacionalidade | Tempo |
| ----------------- | ---------------------------- | ------------- | ----- |
| Medalha de ouro   | Valeria Rodríguez            | Argentina     | 14:16 |
| Medalha de prata  | Susana Rebolledo             | Chile         | 14:27 |
| Medalha de bronze | Luz Silva                    | Chile         | 14:28 |
| 4                 | Érika Olivera                | Chile         | 14:56 |
| 5                 | Elizabeth Esteves de Souza   | Brasil        | 14:59 |
| 6                 | María de los Ángeles Peralta | Argentina     | 15:08 |
| 7                 | Rosa Godoy                   | Argentina     | 15:15 |
| 8                 | Jimena Labraña               | Chile         | 15:17 |
| 9                 | Ninfa Chávez                 | Paraguai      | 15:46 |
| 10                | Evangelina Zamarini          | Argentina     | 17:39 |
| 11                | Edith Benítez                | Paraguai      | 17:43 |
| 12                | Rosana Coronel               | Paraguai      | 17:51 |
| 13                | Lorena Galán                 | Argentina     | 17:57 |
| 14                | Susy Acosta                  | Paraguai      | 19:12 |

Equipe
| Susana Rebolledo | 2     |
| Luz Silva        | 3     |
| Érika Olivera    | 4     |
| (Jimena Labraña) | (n/s) |

| Valeria Rodríguez            | 1     |
| María de los Ángeles Peralta | 6     |
| Rosa Godoy                   | 7     |
| (Evangelina Zamarini)        | (n/s) |
| (Lorena Galán)               | (n/s) |

| Ninfa Chávez   | 8     |
| Edith Benítez  | 9     |
| Rosana Coronel | 10    |
| (Susy Acosta)  | (n/s) |

* Nota: Os atletas entre parênteses não pontuaram para o resultado da equipe.

### Feminino júnior (6 km)
Individual
| Posição           | Atleta                         | Nacionalidade | Tempo |
| ----------------- | ------------------------------ | ------------- | ----- |
| Medalha de ouro   | Ruby Riativa                   | Colômbia      | 2:56  |
| Medalha de prata  | Edna Kaline de Oliveira Santos | Brasil        | 23:31 |
| Medalha de bronze | María Soledad del Carlo        | Argentina     | 23:48 |
| 4                 | Natalia Siviero                | Argentina     | 24:15 |
| 5                 | Ximena Fernández               | Argentina     | 24:24 |
| 6                 | Eliana Vázquez                 | Chile         | 25:42 |
| 7                 | Viviana Freitas                | Paraguai      | 27:35 |
| 8                 | Leticia Fleitas                | Paraguai      | 29:33 |
| 9                 | Lucy Lezcano                   | Paraguai      | 30:20 |
| —                 | Nadia Rodríguez                | Argentina     | DNF   |
| —                 | Beatriz Quispe                 | Bolívia       | DNF   |

Equipe
| María Soledad del Carlo | 3     |
| Natalia Siviero         | 4     |
| Ximena Fernández        | 5     |
| (Nadia Rodríguez)       | (DNF) |

| Viviana Freitas | 7 |
| Leticia Fleitas | 8 |
| Lucy Lezcano    | 9 |

* Nota: Os atletas entre parênteses não pontuaram para o resultado da equipe.

### Feminino juvenil (3 km)
Individual
| Posição           | Atleta                       | Nacionalidade | Tempo |
| ----------------- | ---------------------------- | ------------- | ----- |
| Medalha de ouro   | Carolina González            | Colômbia      | 11:36 |
| Medalha de prata  | Rocío Cantará                | Peru          | 11:39 |
| Medalha de bronze | Beatriz Quispe               | Bolívia       | 11:50 |
| 4                 | Militza Saucedo              | Bolívia       | 11:51 |
| 5                 | Ingrid Galloso               | Chile         | 12:08 |
| 6                 | Andrea Latapie               | Argentina     | 12:15 |
| 7                 | Maristela Aparecida da Cunha | Brasil        | 12:17 |
| 8                 | María Emilia Galante         | Argentina     | 12:28 |
| 9                 | Dora Rotela                  | Paraguai      | 13:04 |
| 10                | Valeria Henzel               | Argentina     | 13:10 |
| 11                | Nora Morinigo                | Paraguai      | 13:12 |
| 12                | Romina Erices                | Argentina     | 13:21 |
| 13                | Jessica Muñoz                | Paraguai      | 13:59 |

Equipe
| Andrea Latapie       | 6     |
| María Emilia Galante | 8     |
| Valeria Henzel       | 10    |
| (Romina Erices)      | (n/s) |

| Dora Rotela   | 9  |
| Nora Morinigo | 11 |
| Jessica Muñoz | 12 |

* Nota: Os atletas entre parênteses não pontuaram para o resultado da equipe.

## Quadro de medalhas (não oficial)
| Ordem | País      | Medalha de ouro | Medalha de prata | Medalha de bronze | Total |
| ----- | --------- | --------------- | ---------------- | ----------------- | ----- |
| 1     | Argentina | 6               | 5                | 3                 | 14    |
| 2     | Chile     | 5               | 4                | 4                 | 13    |
| 3     | Colômbia  | 4               | 0                | 0                 | 4     |
| 4     | Brasil    | 1               | 1                | 0                 | 2     |
| 5     | Paraguai  | 0               | 4                | 4                 | 8     |
| 6     | Peru      | 0               | 2                | 0                 | 2     |
| 7     | Bolívia   | 0               | 0                | 1                 | 1     |
|       | TOTAL     | 16              | 16               | 12                | 44    |

* Nota: O total de medalhas incluem  as competições individuais e de equipe, com medalhas na competição por equipe contando como uma medalha.

## Participação
De acordo com uma contagem não oficial, 95 atletas de 8 nacionalidades participaram.
| - Argentina (38) - Bolívia (3) - Brasil (8) | - Chile (12) - Colômbia (7) - Paraguai (20) | - Peru (3) - Uruguai (4) |